# موتور مولکولی
موتورهای مولکولی ماشین‌های مولکولی زیستی‌ای هستند که عامل اصلی حرکت در سازواره‌های زنده می‌باشند. در حالت کلی موتور به معنی وسیله‌ای است که شکلی از انرژی را مصرف و به حرکت یا کار تبدیل می‌کند؛ برای مثال، بسیاری از موتورهای مولکولی پروتئین-محور از انرژی آزاد شیمیایی‌ای که از آبکافت ای‌تی‌پی آزاد می‌شود برای انجام کار مکانیکی استفاده می‌کنند.

## مثال
- موتور پروتئین‌ها
  - میوزین: وظیفه منقبض کردن ماهیچه‌ها را بر عهده دارد.
- پلیمرازها
  - پلیمرازهای RNA: وظیفه نسخه‌برداری RNA از الگوی موجود در DNA را بر عهده دارند.